# Chiesa di Santa Maria Assunta (Valbrevenna)
La chiesa di Santa Maria Assunta è un luogo di culto cattolico situato nella frazione di Senarega nel comune di Valbrevenna, nella città metropolitana di Genova. La chiesa è sede della parrocchia omonima del vicariato della Valle Scrivia dell'arcidiocesi di Genova.
L'edificio è sottoposto a vincolo da parte della Soprintendenza per i beni archeologici della Liguria.

## Storia
Situata presso l'antico borgo di Senarega, la fondazione di una primitiva cappella potrebbe essere antecedente al XII secolo o XIII secolo.
La tradizione attesta infatti la presenza nel 1242 di una cappella eretta in ricordo di un'apparizione mariana a un abitante di Montoggio, il castellano di Montoggio Gaspare Forly, che durante una battuta di caccia fu improvvisamente assalito da un orso e salvato dall'apparizione su un faggio della Madonna, con la successiva comparsa di una statuina nel medesimo punto. L'evento, tramandato nei secoli dalla comunità, è altresì ripreso nell'affresco del pittore Giovanni Battista Traverso posto sopra il portale della chiesa, affresco che secondo Paolo Novella fu fatto eseguire poco prima del 1678 su mandato del rettore Marco Guano, al quale si deve anche la ricostruzione avvenuta in quegli anni, ma che è probabilmente ottocentesco. Sempre del 1242 è il primo parroco della chiesa di cui si ha memoria, Pietro.
Nel 1272 era parrocchia sotto la diocesi di Tortona. Papa Innocenzo IV, con bolla pontificia del 3 giugno 1248, la collocò nel territorio ecclesiastico della diocesi di Genova. Nel 1387 risultava sempre sotto Genova, indicata fra le chiese tassate da papa Urbano II.
Nel 1582 fu visitata dal monsignor Francesco Bossi, che ordinò la demolizione di tre altari. La chiesa fu ricostruita nel XVII secolo, fra il 1675 e il 1678. Nel 1718 si costruì l'imponente campanile.
L'altare maggiore marmoreo fu fatto edificare dal rettore Bartolomeo Arpe nel 1746.
La chiesa fu sottoposta a un nuovo restauro nel 1930.

## Descrizione
L'edificio è a navata unica con quattro altari laterali dedicati a san Giovanni Nepomuceno e san Giuseppe, al Crocifisso e a sant'Antonio abate - a sinistra - e a santa Caterina d'Alessandria e alla Nostra Signora del Rosario sulla destra.
La chiesa custodisce una tela raffigurante San Giuseppe col Bimbo e san Luigi, attribuita a Francesco Campora. Ospita un organo costruito nel 1898 dalla ditta Locatelli di Bergamo.
Il campanile settecentesco è dal 1878 dotato di orologio della ditta Terrile di Uscio. L'annessa canonica ospita il Museo Etnologico della Valbrevenna.